# Selección de fútbol playa de Bielorrusia
La Selección de fútbol playa de Bielorrusia es el equipo que representa al país en la copa Mundial de Fútbol Playa de FIFA, en la Euro Beach Soccer League y en el Campeonato de Fútbol Playa de Europa; y es controlada por la Federación de Fútbol de Bielorrusia.

## Estadísticas

### Copa Mundial de Fútbol Playa FIFA
| Copa Mundial de Fútbol Playa FIFA | Copa Mundial de Fútbol Playa FIFA | Copa Mundial de Fútbol Playa FIFA | Copa Mundial de Fútbol Playa FIFA | Copa Mundial de Fútbol Playa FIFA | Copa Mundial de Fútbol Playa FIFA | Copa Mundial de Fútbol Playa FIFA | Copa Mundial de Fútbol Playa FIFA |
| Año                               | Ronda                             | J                                 | G                                 | G+                                | P                                 | GF                                | GC                                |
| --------------------------------- | --------------------------------- | --------------------------------- | --------------------------------- | --------------------------------- | --------------------------------- | --------------------------------- | --------------------------------- |
| 2005 - 2007                       | No participó                      | No participó                      | No participó                      | No participó                      | No participó                      | No participó                      | No participó                      |
| 2008                              | No clasificó                      | No clasificó                      | No clasificó                      | No clasificó                      | No clasificó                      | No clasificó                      | No clasificó                      |
| 2009                              | No clasificó                      | No clasificó                      | No clasificó                      | No clasificó                      | No clasificó                      | No clasificó                      | No clasificó                      |
| 2011                              | No clasificó                      | No clasificó                      | No clasificó                      | No clasificó                      | No clasificó                      | No clasificó                      | No clasificó                      |
| 2013                              | No clasificó                      | No clasificó                      | No clasificó                      | No clasificó                      | No clasificó                      | No clasificó                      | No clasificó                      |
| 2015                              | No clasificó                      | No clasificó                      | No clasificó                      | No clasificó                      | No clasificó                      | No clasificó                      | No clasificó                      |
| 2017                              | No clasificó                      | No clasificó                      | No clasificó                      | No clasificó                      | No clasificó                      | No clasificó                      | No clasificó                      |
| 2019                              | Fase de grupos                    | 3                                 | 1                                 | 0                                 | 2                                 | 10                                | 13                                |
| 2021                              | Fase de grupos                    | 3                                 | 0                                 | 1                                 | 2                                 | 8                                 | 17                                |
| 2024                              | Cuarto lugar                      | 6                                 | 3                                 | 1                                 | 2                                 | 21                                | 18                                |
| 2025                              | Subcampeón                        | 6                                 | 6                                 | 0                                 | 1                                 | 36                                | 18                                |
| Total                             | 4/13                              | 12                                | 4                                 | 2                                 | 6                                 | 39                                | 48                                |

### Clasificación Copa Mundial FIFA
| Clasificación de UEFA para la Copa Mundial de Fútbol Playa FIFA | Clasificación de UEFA para la Copa Mundial de Fútbol Playa FIFA | Clasificación de UEFA para la Copa Mundial de Fútbol Playa FIFA | Clasificación de UEFA para la Copa Mundial de Fútbol Playa FIFA | Clasificación de UEFA para la Copa Mundial de Fútbol Playa FIFA | Clasificación de UEFA para la Copa Mundial de Fútbol Playa FIFA | Clasificación de UEFA para la Copa Mundial de Fútbol Playa FIFA | Clasificación de UEFA para la Copa Mundial de Fútbol Playa FIFA |
| Año                                                             | Ronda                                                           | J                                                               | G                                                               | G+                                                              | P                                                               | GF                                                              | GC                                                              |
| --------------------------------------------------------------- | --------------------------------------------------------------- | --------------------------------------------------------------- | --------------------------------------------------------------- | --------------------------------------------------------------- | --------------------------------------------------------------- | --------------------------------------------------------------- | --------------------------------------------------------------- |
| 2008                                                            | Octavos de final                                                | 4                                                               | 1                                                               | 0                                                               | 3                                                               | 10                                                              | 14                                                              |
| 2009                                                            | Fase de grupos                                                  | 3                                                               | 1                                                               | 0                                                               | 2                                                               | 7                                                               | 10                                                              |
| 2011                                                            | Fase de grupos                                                  | 3                                                               | 0                                                               | 0                                                               | 3                                                               | 10                                                              | 18                                                              |
| 2013                                                            | Segunda ronda                                                   | 7                                                               | 3                                                               | 1                                                               | 3                                                               | 29                                                              | 27                                                              |
| 2015                                                            | Segunda ronda                                                   | 5                                                               | 3                                                               | 0                                                               | 2                                                               | 17                                                              | 13                                                              |
| 2017                                                            | Undécimo lugar                                                  | 8                                                               | 3                                                               | 0                                                               | 5                                                               | 29                                                              | 23                                                              |
| 2019                                                            | Tercer lugar                                                    | 8                                                               | 4                                                               | 3                                                               | 1                                                               | 30                                                              | 22                                                              |
| 2021                                                            | Cuarto lugar                                                    | 6                                                               | 4                                                               | 0                                                               | 2                                                               | 32                                                              | 17                                                              |
| 2024                                                            | Tercer lugar                                                    | 6                                                               | 5                                                               | 0                                                               | 1                                                               | 40                                                              | 18                                                              |
| Total                                                           | 9/9                                                             | 50                                                              | 24                                                              | 4                                                               | 22                                                              | 204                                                             | 162                                                             |